# Weltschmerz (dokumentarfilm)
Weltschmerz er en dansk dokumentarfilm fra 2017 instrueret af Jesper Dalgaard.

## Handling
Mens verden står i flammer, beder en blind instruktør sin teatergruppe om hjælp til at bearbejde sine kærestesorger. I et kaotisk og ikonografisk rollespil indleder gruppen sin søgen efter kærlighedens sande væsen, mens angsten for den fysiske virkeligheds begrænsninger begraves under scenegulvet.